# 4280 Simonenko
4280 Simonenko (1985 PF2) là một tiểu hành tinh vành đai chính được phát hiện ngày 13 tháng 8 năm 1985 bởi N. S. Chernykh ở Nauchnyj.